# ناحیه یاکوبستاد
ناحیه یاکوبستاد از سال ۲۰۰۹ زیرمجموعه ای از اوستروبوتنیا و یکی از ناحیه‌ها در فنلاند است.

## شهرداری‌ها
| نشان ملی                  | شهرداری            |
| ------------------------- | ------------------ |
| Kruunupyyn vaakuna        | کورونوبی (شهرداری) |
| Luodon vaakuna            | لارسمو (شهرداری)   |
| Pedersören kunnan vaakuna | پدرسوره (شهرداری)  |
| Pietarsaaren vaakuna      | یاکوبستاد (شهر)    |
| Uudenkaarlepyyn vaakuna   | نیوکارلبو (شهر)    |